# Tintin v Kongu
Tintin v Kongu (francouzsky Tintin au Congo) je druhá kniha z komiksového cyklu Tintinova dobrodružství od belgického kreslíře Hergého. Komiks vycházel každý týden od května 1930 až do června roku 1931 v belgických novinách Le Vingtième Siècle v příloze Le Petit Vingtième, následně byl v roce 1931 vydán nakladatelstvím Éditions de Petit Vingtième.
Příběh vypráví o belgickém reportérovi Tintinovi a jeho psovi jménem Filuta, kteří jsou vysláni do Belgického Konga podávat zprávy o dění v zemi. Uprostřed různých setkání s domorodými lidmi a divokými zvířaty Tintin odhalí zločinnou operaci pašování diamantů, kterou vede americký gangster Al Capone.
V návaznosti na komiks Tintin v zemi Sovětů měl komiks v Belgii komerční úspěch. 
Hergé následně pokračoval v psaní komiksu Tintin v Americe (1932).